# Lúcio Volúsio Saturnino (cônsul em 12 a.C.)
Lúcio Volúsio Saturnino (em latim: Lucius Volusius Saturninus; m. 20), conhecido também apenas como Lúcio Volúsio, foi um senador romano da gente Volúsia eleito cônsul sufecto em 12 a.C. no lugar Públio Sulpício Quirino. Volúsio era um homem novo, o primeiro de sua família a chegar ao consulado. Segundo Tácito, Volúsio também exerceu algumas funções censoriais, como selecionar equestres para os diversos postos do sistema judiciário romano, e foi também o primeiro de sua família a enriquecer.

## História
Volúsio veio de uma família senatorial antiga e distinta que, segundo Tácito, jamais havia chegado ao consulado. Seu pai, Quinto Volúsio, serviu como prefeito na época de Cícero como governador da Cilícia (51 e 50 a.C.) e com ele estudou oratória. Sua mãe, Cláudia, era irmã de Tibério Cláudio Nero, o pai biológico do futuro imperador Cláudio. Volúsio tinha ainda uma irmã, Volúsia Saturnina, esposa de Marco Lólio, filho de Marco Lólio, cônsul em 21 a.C..
Depois de seu consulado, Volúsio foi admitido como um dos septênviros epulões. Muitos anos mais tarde, Volúsio serviu como procônsul da África entre 7 e 6 a.C., como atestam moedas encontradas em Acholla e Hadrumeto. Entre 4 e 5 d.C., Volúsio serviu como governador romano da Síria. Com base em evidências epigráficas, os Hórreos Volusianos foram construídos ou por Volúsio ou por seu neto, Quinto Volúsio Saturnino, cônsul em 56.
Públio Volúsio Saturnino morreu em 20 d.C..

## Família
Volúsio se casou com Nônia Pola, a filha de Lúcio Nônio Asprenas, cônsul em 36 a.C.. Os dois tiveram um filho, Lúcio Volúsio Saturnino, cônsul sufecto em 3, e uma filha, Volúsia, que se casou com um Cornélio.